# Ubezpieczalnia społeczna
Ubezpieczalnia społeczna – instytucja ubezpieczeń społecznych w Polsce.
Na mocy ustawy z dnia 28 marca 1933 r. o ubezpieczeniu społecznym (tzw. ustawa scaleniowa) w miejsce dotychczasowych kas chorych powołane zostały ubezpieczalnie społeczne oraz: Zakład Ubezpieczenia na Wypadek Choroby, Zakład Ubezpieczenia od Wypadków, Zakład Ubezpieczenia Emerytalnego Robotników i Zakład Ubezpieczeń Pracowników Umysłowych. Ich zadaniem było wyliczanie i ściąganie składek, prowadzenie ewidencji ubezpieczonych i przyjmowanie roszczeń z zakładów.
W 1951 r. funkcje ubezpieczalni przejął Zakład Lecznictwa Pracowniczego.